# Strażnica WOP Barciany
Strażnica w Barcianach:
1. podstawowy pododdział graniczny Wojsk Ochrony Pogranicza.
2. graniczna jednostka organizacyjna polskiej straży granicznej realizująca zadania bezpośrednio w ochronie granicy państwowej.

## Formowanie i zmiany organizacyjne
W 1964 roku utworzono nową placówkę WOP w Barcianach. W 1976 roku rozformowało 19 Kętrzyński Oddział WOP, a placówkę przekazano do Kaszubskiej Brygady WOP.
Po rozwiązaniu w 1991 roku Wojsk Ochrony Pogranicza, strażnica w Barcianach weszła w podporządkowanie Warmińsko-Mazurskiego Oddziału Straży Granicznej.
W wyniku realizacji kolejnego etapu zmian organizacyjnych w Straży Granicznej w 2002 roku, strażnica uzyskała status strażnicy SG kategorii I.
24 sierpnia 2005 roku funkcjonującą dotychczas strażnicę SG w Barcianach przemianowano na placówkę Straży Granicznej.

## Ochrona granicy
Strażnica SG w Barcianach w maju 1991 roku ochraniała odcinek granicy państwowej od znaku granicznego 2176 (wył.) do znaku granicznego 2225 o długości 22,85 km. Od zachodu graniczyła ze strażnicą SG w Bartoszycach, a od wschodu ze strażnicą SG w Węgorzewie. W 1997 roku od zachodu zaczęła graniczyć ze strażnicą SG w Sępopolu. W dniu 1.05.2004 roku strażnica SG w Barcianach przejęła od strażnicy SG w Węgorzewie odcinek granicy o długości 400 m na wschód od znaku granicznego 2176 do wschodniego brzegu rzeki Oświnka.

## Komendanci strażnicy
- kpt. SG Tadeusz Kosiński (10.05.1991-31.08.1994)
- por. SG Piotr Popowicz (1.09.1994-31.05.1996)
- kpt. SG Zbigniew Filar (1.06.1996-15.08.2002)
- ppłk SG Wiesław Dyśko (16.08.2002-?)[5]